# Ilyphagus ascendens
Ilyphagus ascendens är en ringmaskart som beskrevs av Chamberlin 1919. Ilyphagus ascendens ingår i släktet Ilyphagus och familjen Flabelligeridae. Inga underarter finns listade i Catalogue of Life.